# Adam Bondar
Adam Bondar (ur. 1957 w Olsztynie, zm. 4 lutego 2010) – polski sztangista. Reprezentant Polski w różnych kategoriach wiekowych w tej dyscyplinie. Swoje największe sukcesy odnosił w latach 1972–1990.

## Dzieciństwo i młodość
Z podnoszeniem ciężarów Adam Bondar zetknął się, będąc uczniem VII klasy szkoły podstawowej. Początkowo pobierał nauki od Zdzisława Hryniewickiego, a następnie od Ludwika Jaczuna.

## Kariera Sportowa
Adam Bondar reprezentował podczas swojej kariery kluby LKS Orzeł Karolewo oraz KK Zjednoczenie Olsztyn.
Sztangista ten był wielokrotnym medalistą mistrzostw Polski w kategorii juniorów młodszych, juniorów oraz młodzieżowców. W 1979 r. Bondar wywalczył mistrzostwo Polski seniorów w kategorii 110 kg. Wygrał wtedy wynikiem 347,5 kilogramów.
Ustanowił on ponad 20 rekordów Polski w kategorii juniorów młodszych oraz juniorów. W swojej karierze wielokrotnie reprezentował Polskę w turniejach międzynarodowych, meczach międzypaństwowych oraz na mistrzostwach świata i Europy.
Po zakończeniu swojej kariery został trenerem w klubie LKS Orzeł Karolewo, a następnie w klubie Bart Barciany.

### Osiągnięcia sportowe[1]
- 8-krotny mistrz Polski w kategoriach juniorów, seniorów oraz kategorii młodzieżowej
- 2. miejsce w Turnieju Nadziei Olimpijskich w Ułan Bator w 1975 r.
- 4. miejsce na Mistrzostwach Świata Juniorów w Gdańsku w 1976 r.
- 5. miejsce na Mistrzostwach Świata Juniorów w Sofii
- 2-krotny srebrny medalista Mistrzostw Armii Zaprzyjaźnionych (Lwów, Frankfurt)
- 8-krotny mistrz Zrzeszenia LZS „Złota Sztanga”